# شهنة كلا (دشت سر)
شهنة کلا (بالفارسية: شهنه‌کلا) هي قرية تقع في إيران في قسم دشت سر الريفي. يقدر عدد سكانها بـ 1,026 نسمة .